# Saison 2020-2021 du Racing 92
Cette page présente la saison 2020-2021 du Racing 92 en Top 14 et en Coupe d'Europe.
Troisième de championnat à l'arrêt de la saison 2019-2020 à cause du Covid et qualifié pour les quarts de finale de coupe d'Europe, le Racing 92 lance bien sa saison avec deux victoires lors des deux premières journées ainsi qu'une qualification pour la finale en retard de la coupe d'Europe 2019-2020. Il subit sa première défaite à domicile contre le Stade toulousain lors de la 3e journée. Leader lors de la deuxième journée, le Racing  stagne toute la saison autour de la troisième et de la quatrième place du championnat. Après une défaite 31-27 en finale de Coupe d'Europe, les Franciliens se qualifient pour les huitièmes de finale de la Coupe d'Europe de rugby 2020-2021 après avoir remporté ses deux matches de poule avec le bonus offensif contre le Connacht et les Harlequins et fini deuxième du groupe B. Après avoir disposé d'Édimbourg en huitième de finale sur le score imposant de 56 à 3 à la Paris La Défense Arena, les racingmen s'inclinent dans un match sans essais 24 à 21 face à l'Union-Bordeaux-Bègles au stade Chaban-Delmas qui l'emporte sur la sirène grâce à une pénalité de Matthieu Jalibert. Durant cette période, les ciel et blanc connaissent une période creuse en championnat en encaissant quatre défaites consécutives contre Toulon, Bayonne, Toulouse et le Stade français qui réussit à remporter le derby parisien à l'Arena après avoir été battu en octobre grâce à une pénalité d'Antoine Gibert au terme d'un scénario assez fou. Le Racing met un terme à cette série de matches sans victoire en championnat en écrasant Clermont 45 à 19 lors de la 23e journée. Si le capitanat tourne généralement entre Henry Chavancy, Maxime Machenaud et Teddy Iribaren, d'autres joueurs prendront le brassard occasionnellement au cours de la saison, Wenceslas Lauret contre Toulouse et Eddy Ben Arous lors du dernier match de la saison régulière contre Brive à domicile.
Qualifié pour les barrages en Top 14, les racingmen s'imposent 38 à 21 à domicile face au Stade français mais perd en demi-finale 19 à 6 face au Stade rochelais qui s'inclinera encore une fois face au Stade toulousain en finale.

## Entraîneurs
- Laurent Travers : directeur général du rugby
- Yannick Nyanga : directeur sportif
- Mike Prendergast : entraîneur des trois-quarts, responsable de l'attaque
- Patricio Noriega : entraîneur des avants
- Dimitri Szarzewski : responsable de la défense
- Philippe Doussy : responsable du jeu au pied et des skills

## Transferts
Le Racing 92 parvient à engager durant l'été 2020 les Australiens Kurtley Beale et Luke Jones ainsi que l'espoir clermontois Donovan Taofifenua. Durant l'année, ils seront rejoints par l'Argentin Emiliano Boffelli en janvier qui arrivera des Jaguares et par le cadre bleu Gaël Fickou, qui, étant censé arriver au mois de juillet, se fera libérer par le Stade français en avril grâce à une modification du règlement permettant un transfert par club pour le mois d'avril. Cet transfert en cours de saison alors que son club pouvait encore se qualifier pour les phases finales à susciter plusieurs réactions dans le milieu rugbystique.

## Effectif
L'effectif du Racing 92 comporte 26 internationaux pour un total de 40 joueurs. Lors de certains matchs, des joueurs de l'équipe des espoirs prennent part à des rencontres avec les professionnels comme le pilier Andy Bordelai, Max Spring, Théo Costossèque ou encore de manière plus régulière Nolann Le Garrec.
| Nom                   | Poste            | Naissance         | Nationalité sportive | Sélections (pts marqués) | Dernier club             | Arrivée au club (année) |
| --------------------- | ---------------- | ----------------- | -------------------- | ------------------------ | ------------------------ | ----------------------- |
| Eddy Ben Arous        | Pilier           | 25 août 1990      | France               | 20 (0)                   | US Tours                 | 2008                    |
| Georges-Henri Colombe | Pilier           | 9 avril 1998      | France               |                          | USO Nevers               | 2018                    |
| Guram Gogichashvili   | Pilier           | 4 septembre 1998  | Géorgie              | 21 (5)                   | RC Locomotive            | 2018                    |
| Cedate Gomes Sa       | Pilier           | 7 août 1993       | France               | 10 (5)                   | Saint-Nazaire            | 2011                    |
| Gia Kharaishvili      | Pilier           | 13 février 1999   | Géorgie              | 4 (0)                    | Formé au club            | 2018                    |
| Hassane Kolingar      | Pilier           | 6 mars 1998       | France               | 2 (0)                    | Formé au club            | 2019                    |
| Ali Oz                | Pilier           | 28 mai 1995       | France               |                          | FC Grenoble              | 2019                    |
| Teddy Baubigny        | Talonneur        | 2 septembre 1998  | France               | 1 (0)                    | Rugby club pays de Meaux | 2013                    |
| Camille Chat          | Talonneur        | 18 décembre 1995  | France               | 33 (10)                  | Formé au club            | 2013                    |
| Kevin Le Guen         | Talonneur        | 17 novembre 1990  | France               |                          | Soyaux Angoulême XV      | 2019                    |
| Dominic Bird          | 2e ligne         | 9 avril 1991      | Nouvelle-Zélande     | 2 (0)                    | Chiefs                   | 2018                    |
| Boris Palu            | 2e ligne         | 4 février 1996    | France               | 2 (0)                    | Formé au club            | 2015                    |
| Donnacha Ryan         | 2e ligne         | 11 décembre 1983  | Irlande              | 47 (0)                   | Munster                  | 2017                    |
| Luke Jones            | 2e ligne         | 2 avril 1991      | Australie            | 6 (0)                    | Melbourne Rebels         | 2020                    |
| Baptiste Chouzenoux   | 3e ligne aile    | 7 août 1993       | France               |                          | Aviron bayonnais         | 2017                    |
| Ibrahim Diallo        | 3e ligne aile    | 26 janvier 1998   | France               |                          | Formé au club            | 2018                    |
| Wenceslas Lauret      | 3e ligne aile    | 28 mars 1989      | France               | 27 (5)                   | Biarritz olympique       | 2013                    |
| Bernard Le Roux       | 3e ligne aile    | 4 juin 1989       | France               | 47 (0)                   | Boland Cavaliers         | 2009                    |
| Fabien Sanconnie      | 3e ligne aile    | 21 février 1995   | France               | 5 (0)                    | CA Brive                 | 2018                    |
| Yoan Tanga Mangene    | 3e ligne aile    | 29 novembre 1996  | France               |                          | SU Agen                  | 2019                    |
| Antonie Claassen      | 3e ligne centre  | 20 septembre 1984 | France               | 6 (0)                    | Castres olympique        | 2014                    |
| Jordan Joseph         | 3e ligne centre  | 31 juillet 2000   | France               |                          | RC Massy                 | 2018                    |
| Teddy Iribaren        | Demi de mêlée    | 25 septembre 1990 | France               |                          | CA Brive                 | 2017                    |
| Nolann Le Garrec      | Demi de mêlée    | 14 mai 2002       | France               |                          | Formé au club            | 2020                    |
| Maxime Machenaud      | Demi de mêlée    | 30 décembre 1988  | France               | 38 (149)                 | SU Agen                  | 2012                    |
| Antoine Gibert        | Demi d'ouverture | 31 décembre 1997  | France               |                          | Formé au club            | 2019                    |
| Finn Russell          | Demi d'ouverture | 23 septembre 1992 | Écosse               | 54 (172)                 | Glasgow Warriors         | 2018                    |
| François Trinh-Duc    | Demi d'ouverture | 11 novembre 1986  | France               | 66 (93)                  | RC Toulon                | 2019                    |
| Henry Chavancy        | Centre           | 22 mai 1988       | France               | 5 (10)                   | Formé au club            | 2007                    |
| Olivier Klemenczak    | Centre           | 1er juin 1996     | France               |                          | US Dax                   | 2018                    |
| Virimi Vakatawa       | Centre           | 1er mai 1992      | France               | 30 (50)                  | Formé au club            | 2017                    |
| Gaël Fickou           | Centre           | 26 mars 1994      | France               | 63 (50)                  | Stade Français Paris     | 2021                    |
| Louis Dupichot        | Ailier           | 23 septembre 1995 | France               |                          | Section paloise          | 2017                    |
| Juan Imhoff           | Ailier           | 11 mai 1988       | Argentine            | 35 (80)                  | Duendes RC               | 2011                    |
| Dorian Laborde        | Ailier           | 30 décembre 1996  | France               |                          | Stade montois            | 2019                    |
| Teddy Thomas          | Ailier           | 18 septembre 1993 | France               | 27 (75)                  | Biarritz olympique       | 2014                    |
| Kurtley Beale         | Arrière          | 6 janvier 1989    | Australie            | 92 (156)                 | NSW Waratahs             | 2020                    |
| Simon Zebo            | Arrière          | 16 mars 1990      | Irlande              | 36 (45)                  | Munster                  | 2018                    |
| Donovan Taofifénua    | Arrière          | 30 mars 1999      | France               | -                        | ASM Clermont             | 2020                    |
| Emiliano Boffelli     | Arrière          | 16                | Argentine            | 31 (61)                  | Jaguares                 | 2020                    |

## Calendrier et résultats

### Top 14
| - Lyon OU - Racing 92 : 23 - 27 - Racing 92 - Montpellier HR : 41 - 23 - Racing 92 - Stade toulousain : 24 - 30 - Stade français - Racing 92 : 25 - 27 - Castres Olympique - Racing 92 : 28 - 25 - Racing 92 - Section paloise : 24 - 22 - CA Brive - Racing 92 : 19 - 23 - Stade rochelais - Racing 92 : 9 - 6 - Racing 92 - Aviron bayonnais : 43 - 17 - Union Bordeaux Bègles - Racing 92 : 12 - 17 - Racing 92 - SU Agen : 45 - 10 - ASM Clermont - Racing 92 : 22 - 24 - RC Toulon - Racing 92 : 25 - 21 | - Racing 92 - Lyon OU : 34-26 - Montpellier HR - Racing 92 : 22 - 24 - Stade toulousain - Racing 92 : 34 - 16 - Racing 92 - Stade français : 29 - 35 - Racing 92 - Castres Olympique : 23-20 - Section paloise - Racing 92 : 29 - 35 - Racing 92 - CA Brive : 55 - 12 - Racing 92 - Stade rochelais : 26 - 22 - Aviron bayonnais - Racing 92 : 23 - 13 - Racing 92 - Union Bordeaux Bègles : 32 - 33 - SU Agen - Racing 92 : 14 - 54 - Racing 92 - ASM Clermont : 45-19 - Racing 92 - RC Toulon : 23 - 29 |

Avec huit victoires à l'extérieur, le Racing est, à égalité avec le Stade toulousain, la meilleure équipe en déplacement de la saison.

#### Barrages
Les matchs de barrage ont lieu le weekend du 12 juin 2021 dans les stades des équipes qualifiées les mieux classées. Le Racing ayant fini 3e de la saison régulière, il recevra donc le sixième à domicile pour disputer un derby en barrage puisque le sixième était le Stade français.
| Barrage Vendredi 11 juin 2021 21 h | Racing 92 | 38 - 21 (28 - 0) | Stade Français Paris | Paris La Défense Arena, Nanterre Arbitre : Thomas Charabas |
| Barrage Vendredi 11 juin 2021 21 h | Essai(s) : 5 Fickou (5e), Thomas (11e), Machenaud (18e), Zebo (29e), Kolingar (43e) Transformation(s) : 5 Machenaud (6e, 12e, 19e, 30e, 44e) Pénalité(s) : 1 Le Garrec (47e) Carton(s) jaune(s) : 2 Bird (57e), Thomas (67e) |                  | Essai(s) : 3 Naivalu (47e), Macalou (62e), Nayacalevu (66e Transformation(s) : 3 Segonds (48e, 63e, 66e) Carton(s) jaune(s) : 2 Naivalu (21e), Latu (26e) | Paris La Défense Arena, Nanterre Arbitre : Thomas Charabas |
| Barrage Vendredi 11 juin 2021 21 h | |                  | | Paris La Défense Arena, Nanterre Arbitre : Thomas Charabas |

#### Demi-finales
Les demi-finales du championnat ont lieu le weekend du 19 juin 2021 au stade Pierre-Mauroy, à Lille. La ville hôte a été désignée le 24 octobre 2020 par le comité directeur de la LNR, la métropole de Bordeaux s'étant également portée candidate.
| Demi-finale Vendredi 18 juin 2021 21 h | Stade rochelais                                                                                       | 19 - 6 (16 - 6) | Racing 92                           | Stade Pierre-Mauroy, Lille Arbitre : Mathieu Raynal |
| Demi-finale Vendredi 18 juin 2021 21 h | Essai(s) : 1 Retière (29e) Transformation(s) : 1 West (29e) Pénalité(s) : 4 West (12e, 21e, 27e, 53e) |                 | Pénalité(s) : 2 Machenaud (8e, 14e) | Stade Pierre-Mauroy, Lille Arbitre : Mathieu Raynal |
| Demi-finale Vendredi 18 juin 2021 21 h | |                 |                                     | Stade Pierre-Mauroy, Lille Arbitre : Mathieu Raynal |

### Coupe d'Europe
Dans la coupe d'Europe, le Racing 92 fait partie de la poule B et est opposée aux Anglais des Harlequins et aux Irlandais du Connacht.
| - Racing 92 - Connacht : 26 - 22 - Harlequins - Racing 92 : 7 - 49 | - Racing 92 - Harlequins : annulé - Connacht - Racing 92 : annulé |

Avec 2 victoires, le Racing 92 termine 2e de la poule B et est qualifié pour les huitièmes de finale contre Édimbourg à domicile.
Phases finales
Huitièmes de finale
| 4 avril 2021 13 h 30 | Racing 92 | 56 - 3 (20 - 3) | Édimbourg Rugby                | Paris La Défense Arena, Nanterre 0 spectateurs Arbitre : Luke Pearce |
| 4 avril 2021 13 h 30 | Essai(s) : 7 Chat (25e), Machenaud (33e), Joseph (62e), Gogichashvili (66e), Thomas (69e,74e), Trinh-Duc (79e) Transformation(s) : 6 Machenaud (26e,34e), Iribaren (63e,67e,70e,80e) Pénalité(s) : 3 Machenaud (7e,31e), Gibert (56e) | Rapport         | Pénalité(s) : 1 Kinghorn (13e) | Paris La Défense Arena, Nanterre 0 spectateurs Arbitre : Luke Pearce |
| 4 avril 2021 13 h 30 | | Rapport         |                                | Paris La Défense Arena, Nanterre 0 spectateurs Arbitre : Luke Pearce |

Quart de finale

Après avoir largement dominé Édimbourg en huitième de finale, le Racing 92 retrouve Bordeaux en quarts de finale. Le match à lieu à Bordeaux et voit les racingmen s'incliner de 3 points dans un match sans essais.
| 11 avril 2021 13 h 30 | Union Bordeaux Bègles                                                                                     | 24 - 21 (9 - 9) | Racing 92 | Stade Chaban-Delmas, Bordeaux Arbitre : Matthew Carley |
| 11 avril 2021 13 h 30 | Pénalité(s) : 8 Jalibert (5e, 16e, 22e, 48e, 59e, 61e, 74e, 80e + 2) Carton(s) jaune(s) : 1 Lamerat (35e) | Rapport         | Pénalité(s) : 6 Machenaud (2e, 25e, 44e, 53e), Iribaren (67e, 79e) Drop(s) : 1 Gibert (15e) Carton(s) jaune(s) : 1 Chouzenoux (63e) | Stade Chaban-Delmas, Bordeaux Arbitre : Matthew Carley |
| 11 avril 2021 13 h 30 | | Rapport         | | Stade Chaban-Delmas, Bordeaux Arbitre : Matthew Carley |

## Statistiques

### Championnat de France
Meilleurs réalisateurs: Jouant 22 matches sur les 26 de la saison de Top 14, Maxime Machenaud est le meilleur réalisateur du Racing en championnat, il se classe 8e meilleur marqueur de la saison?
| Rang | Joueur             | Poste            | Points | Essais | Transf. | Pén. | Drops |
| ---- | ------------------ | ---------------- | ------ | ------ | ------- | ---- | ----- |
| 1    | Maxime Machenaud   | Demi de mêlée    | 203    | 1      | 33      | 44   | 0     |
| 2    | Teddy Iribaren     | Demi de mêlée    | 95     | 2      | 17      | 17   | 0     |
| 3    | Donovan Taofifénua | Ailier           | 50     | 10     | 0       | 0    | 0     |
| 4    | Antoine Gibert     | Demi d'ouverture | 45     | 0      | 6       | 11   | 0     |
| 5    | Teddy Baubigny     | Talonneur        | 40     | 8      | 0       | 0    | 0     |
| 5    | Teddy Thomas       | Ailier           | 40     | 8      | 0       | 0    | 0     |
| 7    | Kurtley Beale      | Centre           | 33     | 6      | 0       | 1    | 0     |
| 8    | Simon Zebo         | Ailier           | 25     | 5      | 0       | 0    | 0     |
| 8    | Gaël Fickou        | Centre           | 25     | 5      | 0       | 0    | 0     |
| 10   | François Trinh-Duc | Demi d'ouverture | 20     | 1      | 3       | 3    | 0     |
| 10   | Yoan Tanga Mangene | 3e ligne aile    | 20     | 4      | 0       | 0    | 0     |
| 12   | Juan Imhoff        | Ailier           | 15     | 3      | 0       | 0    | 0     |
| 12   | Louis Dupichot     | Ailier           | 15     | 3      | 0       | 0    | 0     |
| 14   | Antonie Claassen   | 3e ligne centre  | 13     | 2      | 0       | 1    | 0     |
| 14   | Finn Russell       | Demi d'ouverture | 13     | 1      | 4       | 0    | 0     |
| 15   | Nolann Le Garrec   | Demi de mêlée    | 12     | 1      | 2       | 1    | 0     |

Meilleurs marqueurs: Dans la première partie de la saison, Donovan Taofifenua inscrit rapidement 6 essais, notamment grâce à un triplé contre Bayonne fin novembre, ce qui lui permet d'être meilleur marqueur à égalité à la mi-saison. Dans la deuxième partie de la saison, ce sont Teddy Thomas et Gaël Fickou qui remonte dans le classement. Teddy Baubigny est le meilleur avant marqueur d'essais avec 6 réalisations.
| Rang | Joueur             | Poste           | Essais |
| ---- | ------------------ | --------------- | ------ |
| 1    | Donovan Taofifénua | Ailier          | 10     |
| 2    | Teddy Baubigny     | Talonneur       | 8      |
| 2    | Teddy Thomas       | Ailier          | 8      |
| 4    | Kurtley Beale      | Arrière         | 6      |
| 5    | Simon Zebo         | Arrière         | 5      |
| 5    | Gaël Fickou        | Centre          | 5      |
| 7    | Yoan Tanga Mangene | 3e ligne aile   | 4      |
| 8    | Juan Imhoff        | Ailier          | 3      |
| 8    | Louis Dupichot     | Ailier          | 3      |
| 10   | Henry Chavancy     | Centre          | 2      |
| 10   | Virimi Vakatawa    | Centre          | 2      |
| 10   | Olivier Klemenczak | Centre          | 2      |
| 10   | Jordan Joseph      | 3e ligne centre | 2      |
| 10   | Fabien Sanconnie   | 3e ligne aile   | 2      |
| 10   | Dorian Laborde     | Ailier          | 2      |
| 10   | Wenceslas Lauret   | 3e ligne aile   | 2      |
| 10   | Teddy Iribaren     | Demi de mêlée   | 2      |
| 10   | Ibrahim Diallo     | 3e ligne aile   | 2      |
| 10   | Kevin Le Guen      | Talonneur       | 2      |
| 10   | Antonie Claassen   | 3e ligne centre | 2      |
| 10   | Hassane Kolingar   | Pilier          | 2      |

### Coupe d'Europe
Meilleurs réalisateurs: Ayant disputé les 4 matches du Racing en Coupe d'Europe, Maxime Machenaud est également le meilleur marqueur en Champions Cup, se classant sixième sur le classement global, il inscrit notamment un essai facile à Édimbourg en huitième de finale.
| Rang | Joueur                | Poste            | Points | Essais | Transf. | Pén. | Drops |
| ---- | --------------------- | ---------------- | ------ | ------ | ------- | ---- | ----- |
| 1    | Maxime Machenaud      | Demi de mêlée    | 39     | 1      | 5       | 4    | 0     |
| 2    | Teddy Iribaren        | Demi de mêlée    | 18     | 0      | 6       | 0    | 0     |
| 3    | Teddy Thomas          | Ailier           | 15     | 3      | 0       | 0    | 0     |
| 4    | François Trinh-Duc    | Demi d'ouverture | 14     | 2      | 2       | 0    | 0     |
| 5    | Donovan Taofifénua    | Ailier           | 10     | 2      | 0       | 0    | 0     |
| 5    | Georges-Henri Colombe | Pilier           | 10     | 2      | 0       | 0    | 0     |

Meilleurs marqueurs: Sur les deux premiers matchs, en phase de poule, Donovan Taofifenua et Georges-Henri Colombe inscrivent chacun un essai lors de chaque match. Cependant c'est Teddy Thomas qui finira meilleur marqueur grâce à un essai face aux Harlequins puis un doublé face à Édimbourg. Il sera deuxième meilleur marqueur de la compétition.
| Rang | Joueur                | Poste            | Essais |
| ---- | --------------------- | ---------------- | ------ |
| 1    | Teddy Thomas          | Ailier           | 3      |
| 2    | Donovan Taofifénua    | Ailier           | 2      |
| 2    | Georges-Henri Colombe | Pilier           | 2      |
| 2    | François Trinh-Duc    | Demi d'ouverture | 2      |
| 5    | Kevin Le Guen         | Talonneur        | 1      |
| 5    | Teddy Baubigny        | Talonneur        | 1      |
| 5    | Camille Chat          | Talonneur        | 1      |
| 5    | Dominic Bird          | 2e ligne         | 1      |
| 5    | Jordan Joseph         | 3e ligne centre  | 1      |
| 5    | Guram Gogichashvili   | Pilier           | 1      |
| 5    | Maxime Machenaud      | Demi de mêlée    | 1      |
| 5    | Kurtley Beale         | Arrière          | 1      |
| 5    | Simon Zebo            | Arrière          | 1      |